# Wezen
Wezen (Delta Canis Majoris, δ CMa) – jedna z jaśniejszych gwiazd w gwiazdozbiorze Wielkiego Psa (obserwowana wielkość gwiazdowa: 1,84m). Jest odległa od Słońca o około 1610 lat świetlnych.

## Nazwa
Tradycyjna nazwa gwiazdy, Wezen, pochodzi od arabskiego ‏وزن‎ wazan, „waga”, „ważyć”. Pochodzenie nazwy jest niepewne. Tworzy ona parę z nazwą Hadari(‏حضار‎) i najprawdopodobniej odnosiła się ona dawniej do innej gwiazdy. Przypisywano jej związek z „ciężkim wznoszeniem się nad horyzontem”. Międzynarodowa Unia Astronomiczna w 2016 roku formalnie zatwierdziła użycie nazwy Wezen na określenie tej gwiazdy.

## Właściwości fizyczne
Jest to jasna, białożółta gwiazda, nadolbrzym należący do typu widmowego F8. Jego wielkość absolutna to –6,54m. Temperatura tej gwiazdy to około 5850 K, ma ona masę około 15 razy większą niż Słońce i istnieje od około 12 milionów lat. Pomimo tak niewielkiego wieku gwiazda zakończyła okres syntezy wodoru w hel i zeszła z ciągu głównego, stając się nadolbrzymem i znacznie zwiększając rozmiary – promień tej gwiazdy jest około 205 razy większy niż promień Słońca. Jest to związane z bardzo dużą masą gwiazdy; eksploduje ona jako supernowa, a jej jądro stanie się gwiazdą neutronową.